# Basilica di San Carpoforo

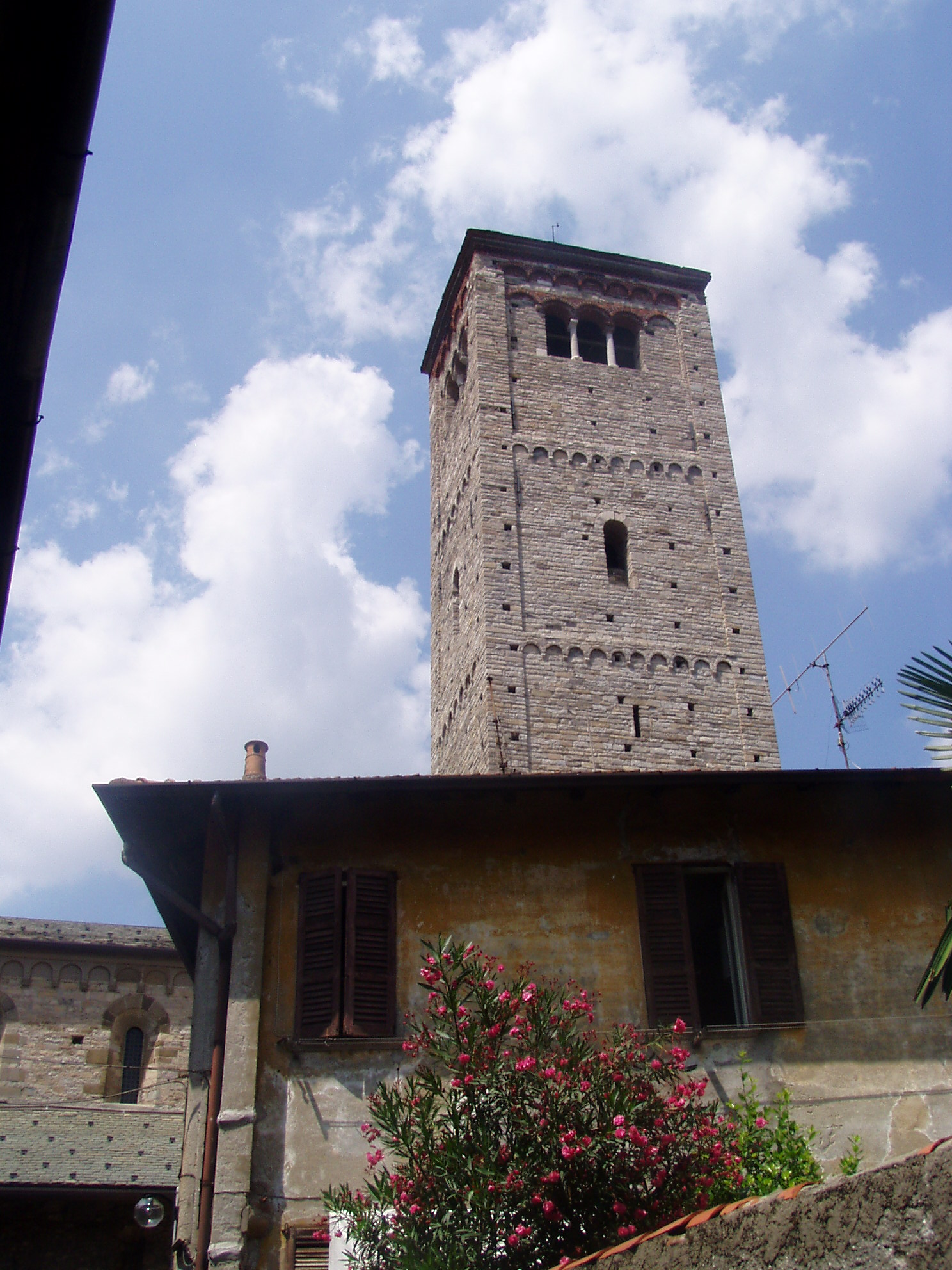
Campanile della basilica di San Carpoforo

La basilica di San Carpoforo fu la prima basilica della diocesi di Como e, probabilmente, la sua prima cattedrale.

## Storia
Prima basilica della diocesi di Como, sorse alla fine del IV secolo, per volere del primo vescovo di Como, San Felice, consacrato vescovo ed inviato a Como nel 386 da Ambrogio, vescovo di Milano dal 374 al 397. Attorno a questa chiesa nacque la prima comunità cristiana di Como. 
Venne eretta non lontano dalla cosiddetta Selvetta, luogo di un martirio risalente alle persecuzioni di Massimiano e Diocleziano del 303-305: si tratta di Carpoforo, Esanzio, Cassio, Severo, Secondo e Licinio, soldati della Legione Tebea in fuga da Milano insieme a Sant'Alessandro ed accompagnati da San Fedele, ovvero dalla persona che aveva ricevuto da Materno (vescovo di Milano dal 316 al 328 e predecessore di Ambrogio) la responsabilità di evangelizzare quella plaga. Prima di entrare in città, vennero arrestati e, poscia, portati alle falde del castel Baradello, in un luogo ove è testimoniato (grazie al ritrovamento di alcune lapidi) un culto al dio Mercurio. Qui Carpoforo, Esanzio, Cassio, Severo, Secondo e Licinio vennero martirizzati per decapitazione. Sant'Alessandro venne portato a Milano, mentre San Fedele riuscì a sfuggire, risalì il lago, venendo a sua volta catturato e ucciso nei pressi di Samolaco dove oggi sorge l'oratorio di San Fedele.
Una lapide, oggi persa ma ancora vista dal Ninguarda (vescovo di Como dal 1589 al 1593), attestava la sepoltura in loco dei martiri e, al loro fianco, del vescovo:
hic sunt carpophorus tum cassius atque secundus

et simul extantus licinius atque severus […]

extat et hic felix divinis ductus habenis

verbum divinum studuit qui dicere primum […].»
Si è molto discusso se questa possa essere considerata la prima "cattedrale" (ovvero sede della cattedra episcopale) di Como: in effetti, la sepoltura di Felice non offre alcuna conferma diretta. Ma essendo l'unica chiesa della diocesi, essa non poteva che essere sede del vescovo; almeno fino a quando in città non vennero costruite, in ordine cronologico, la chiesa di San Protasio (oggi non più esistente ma originariamente situata nell'attuale via Anzani), la basilica dei SS. Pietro e Paolo (edificata da Amanzio sul luogo dove oggi sorge la basilica di Sant'Abbondio) e la chiesa di Sant'Eufemia (odierna basilica di San Fedele).
Verso il 724, Liutprando, re dei Longobardi, commissionò una estensione dell'edificio paleocristiano.
Dopo l'anno mille, in un periodo di grande rinnovamento che coincise con la riedificazione della terza chiesa di Como, divenuta basilica di Sant'Abbondio, la basilica di San Carpoforo venne trasformata in forme romaniche tipiche dei Magistri cumacini (1025). A questo periodo risale la ri-consacrazione della chiesa, avvenuta nel 1044, edificio che venne aggiunto a un monastero che il vescovo Litigerio aveva affidato ai monaci benedettini (1040). Più avanti vennero costruite l'abside della navata centrale e la cripta (fine XI secolo). Venne quindi aggiunto il campanile, costruito in sasso di Moltrasio a partire dall'abside della navata sud.
Nel 1511 il monastero passò agli eremitiani di san Girolamo, che sottoposero il complesso a numerosi rimaneggiamenti. In questo contesto si collocano i lavori portati davanti da Giovan Antonio Piotti detto il Vacallo. I gerolimini rimasero proprietari del complesso fino a quando, tra il 1772 e il 1773, i decreti di Giuseppe II comportarono la soppressione del monastero; in tale occasione, la basilica venne trasformata in parrocchia dell'allora comune di Camerlata.
L'11 aprile 1849, negli spazi esterni della basilica di San Carpoforo avvenne la fucilazione degli indipendentisti italiani Andrea Brenta, Giovanbattista Vittori e Andea Andreetti.
Nel 1880 la basilica fu interessata da un intervento di restauro curato da Luigi Tatti.
Nel 1932 la parrocchia di Camerlata venne trasferita nella nuova chiesa di Santa Brigida, presso l'antica stazione ferroviaria e la basilica ospitò una scuola religiosa. In quella occasione, le spoglie di Felice e dei primi martiri furono traslate nella nuova parrocchiale.

## L'edificio

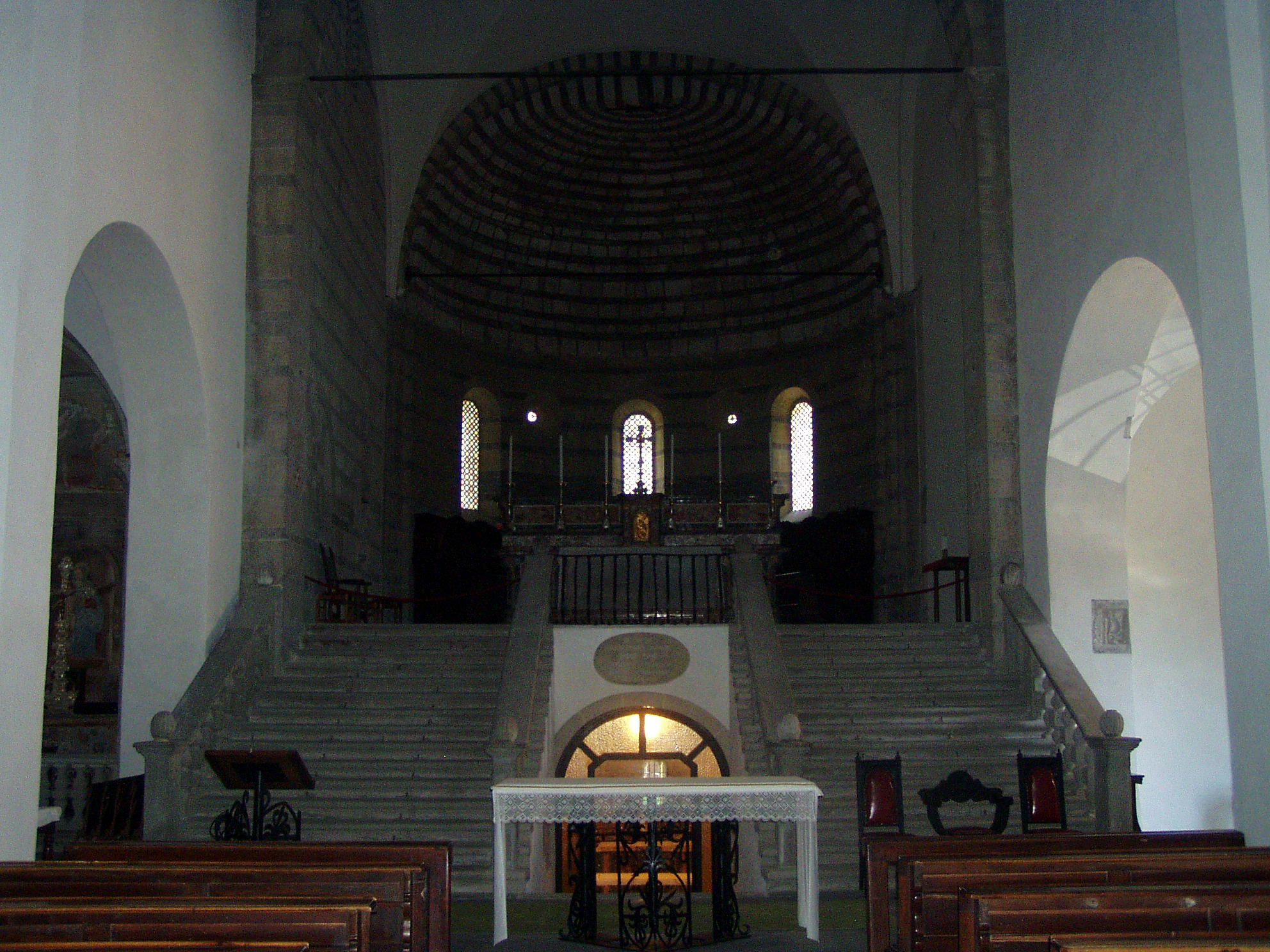
Presbiterio e abside della navata centrale

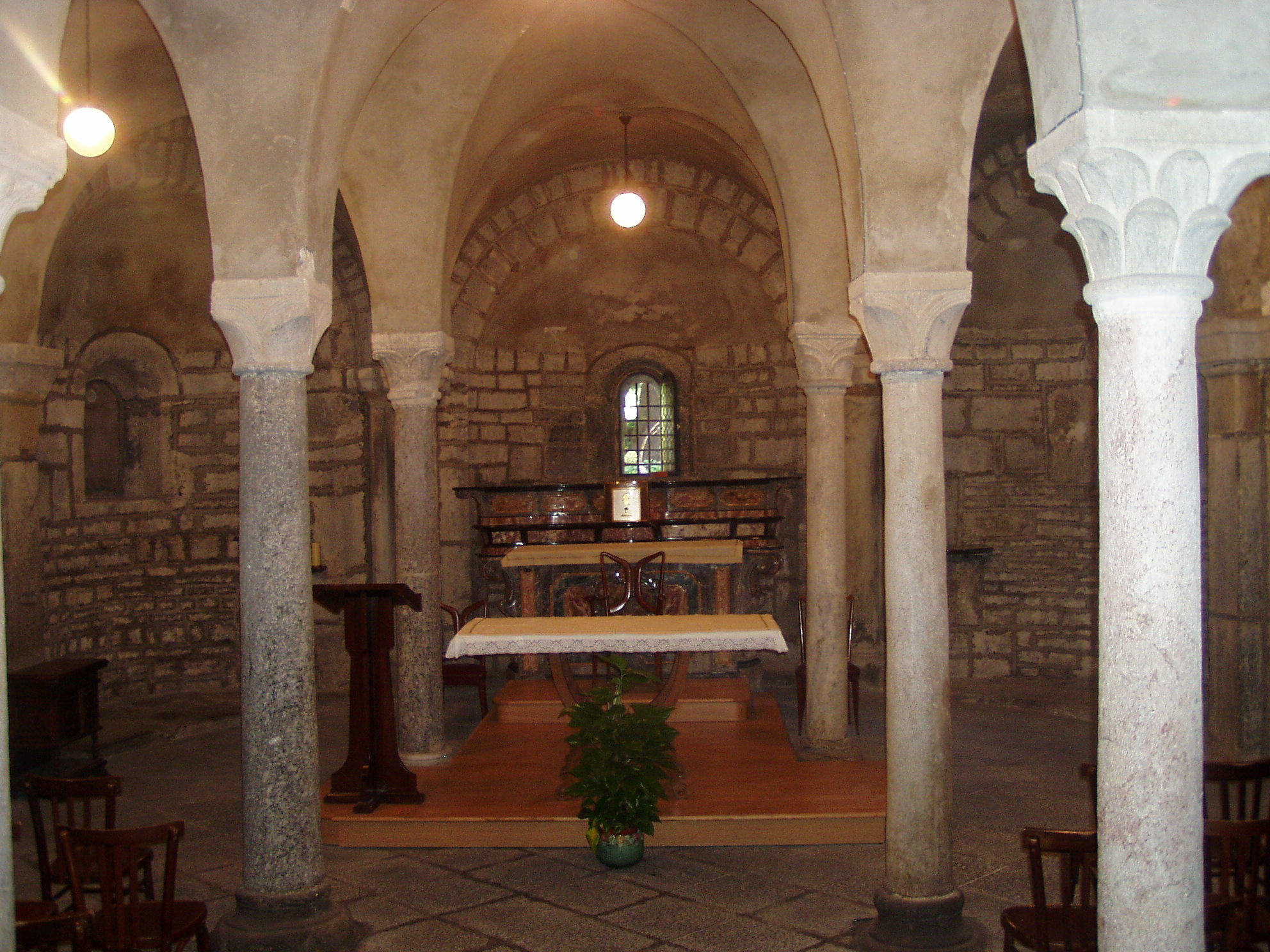
Cripta della basilica

La basilica presenta tre navate asimmetriche a cinque campate, sorrette da pilastri a sezione rettangolare, a sostegno di arcate, che reggono la copertura a capriate della navata centrale e la copertura a crociera delle due navate laterali. Le due navate laterali, entrambe absidate, sarebbero state costruite in un secondo momento rispetto alla navata centrale, la quale in origine era dotata di doppio transetto. 
L'attuale transetto, non visibile dall'esterno della chiesa, è delimitato da due grandi archi.
Al termine delle navate sorge un presbiterio sopraelevato, accessibile attraverso due scale in pietra. Al di sotto venne ricavata una cripta, divisa in tre navate da sei colonne granitiche con capitelli, a reggere una volta a crociera. Nella parete sinistra della scalinata che conduce alla cripta sono murate alcune lapidi sepolcrali ritrovate nei dintorni della basilica. La più antica di esse, risalente al 401 e dedicata al mercante siro Annulei, è la prima testimonianza cristiana nel territorio comense a noi pervenuta.
L'altare maggiore è ornato da marmi policromi barocchi, e circondato da un coro coevo. L'altare copre l'antico sarcofago del fondatore San Felice, anch'esso rivestito da marmi policromi in stile barocco seicentesco.
La facciata, orientata verso occidente, verso il soprastante castel Baradello, è contro-terra e non presenta alcuna porta. L'ingresso in chiesa avviene infatti lateralmente, dalla navata meridionale. Per alcuni, questa caratteristica è da imputare ad antiche frane occorse nel corso del tempo. Per altri, si tratta di una vera e propria scelta architettonica: la chiesa doveva rispettare il tradizionale orientamento verso oriente ma la presenza della montagna sul lato ovest impediva la realizzazione di un accesso su questo lato.
Le cappelle laterali sono decorate da affreschi del primo XVI secolo, in stile manieristico. Completamente affrescata è la cappella dedicata all'Assunta, raffigurata in trono tra San Gerolamo, un vescovo e alcuni angeli.
Sul luogo della precedente fonte battesimale è conservato un affresco del XVIII secolo raffigurante il Battesimo del Giordano.